# Egge-Nord (PB)
Das Naturschutzgebiet Egge-Nord (PB) liegt auf dem Gebiet der Gemeinde Altenbeken im Kreis Paderborn in Nordrhein-Westfalen.
Das aus vier Teilflächen bestehende Gebiet erstreckt sich südwestlich, westlich, nördlich und nordöstlich des Kernortes Altenbeken. Durch das Gebiet in Nord-Süd-Richtung verläuft die Landesstraße L 828 und südlich die B 64.

## Bedeutung
Das etwa 1606 ha große Gebiet wurde im Jahr 1996 unter Naturschutz gestellt. Die Verordnung umfasste insgesamt 2622 ha im Kreis Paderborn, Kreis Lippe und Kreis Höxter, die mittlerweile als separate Naturschutzgebiet geführt werden. Die Unterschutzstellung per Verordnung lief nach 20 Jahren aus, bis zur endgültigen Ausweisung durch einen Landschaftsplan ist das Gebiet unter der temporären Schlüsselnummer PB-047K1 geführt.